# Viennoiserie

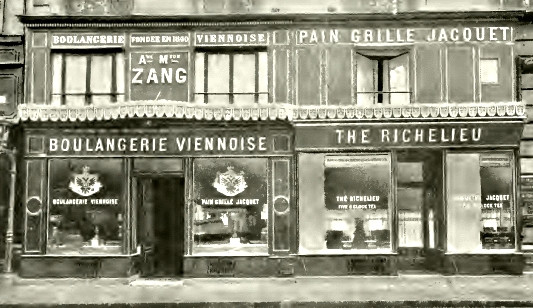
La Boulangerie Viennoise fondata da August Zang prima del 1840, in una foto del 1909

La viennoiserie (in francese: [vjɛnwazʁi] lett. "alla viennese" usato solitamente come sostantivo; plurale viennoiseries), è un tipo di dolci da forno francesi dall'impasto tipico del pane con l'aggiunta di ingredienti (in particolare uova, burro, latte, panna e zucchero), che conferiscono un carattere più ricco e dolce e dalla lavorazione simile a quella della pasta sfoglia.
Il termine viennoiserie indica anche la piccola impresa artigianale, molto diffusa in Francia, la cui produzione è principalmente dedicata a questo tipo di dolci da forno, distinguendosi dalla pâtisserie (pasticceria) che produce dolci alle creme. In Italia tale distinzione non esiste, in quanto i fornai sono tradizionalmente autorizzati alla produzione sia del pane che dei dolci secchi da forno.

## Origine
Tali dolci, a cominciare dal croissant, furono conosciuti tramite l'importazione dall'Austria, nella prima metà del XIX secolo.
Il nome fu adottato dalla pasticceria che l'ufficiale austriaco in congedo August Zang aprì a Parigi in rue de Richelieu nel 1838 o 1839 ed in cui vendeva dolci tipici viennesi. A causa del suo successo fu ben presto imitata da molti fornai francesi.
Il primo utilizzo di pâtisseries viennoises apparve nel 1877 in un libro di  Alphonse Daudet, Le Nabab. Tuttavia, la caratteristica preparazione dell'impasto per aumentare l'alveolatura fu sviluppata in Francia, non a Vienna.

## Esempi di Viennoiserie

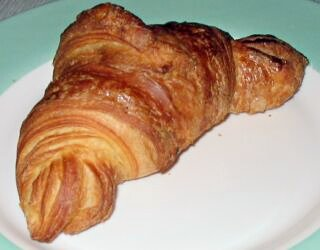
Croissant
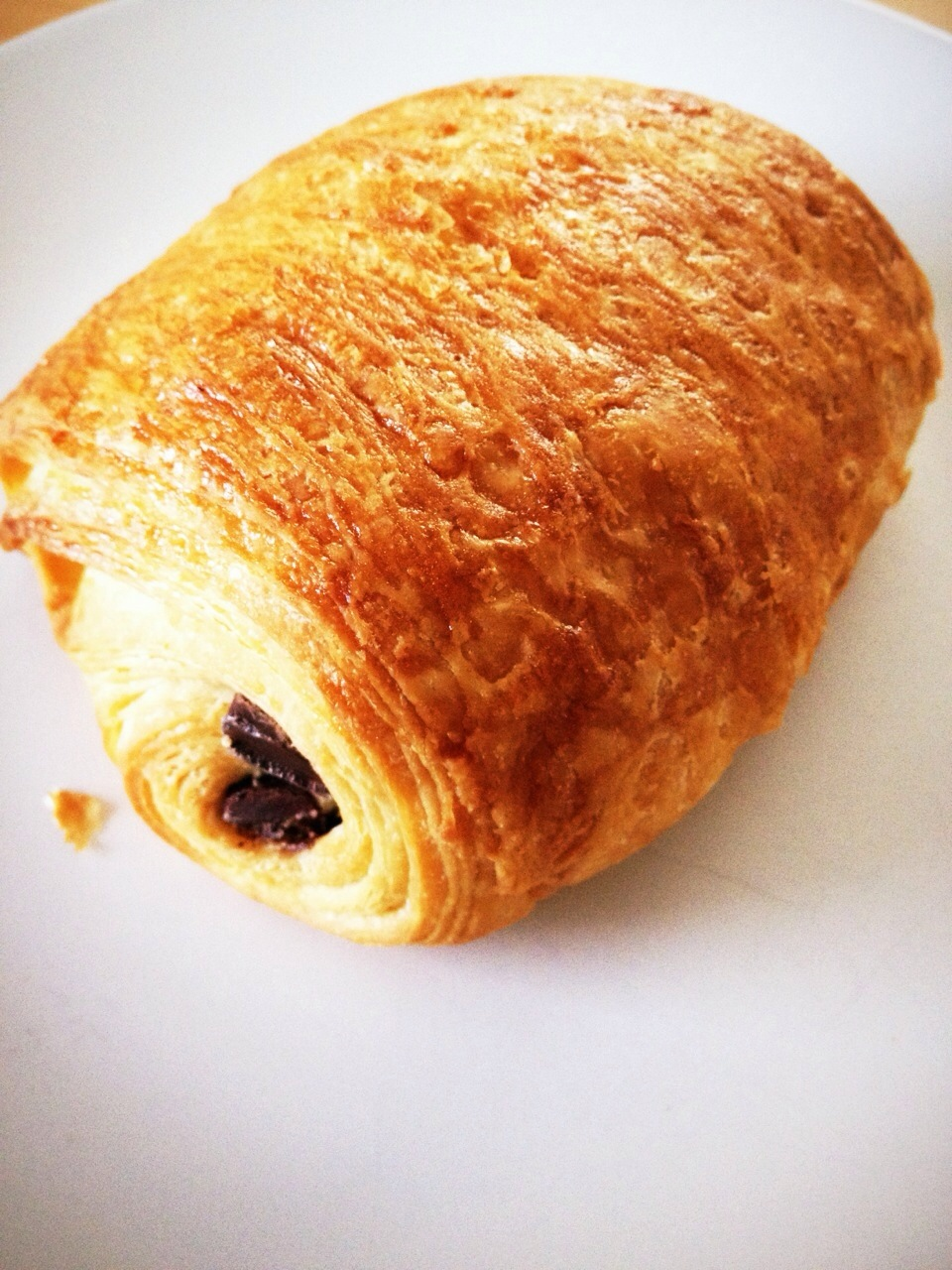
Pain au chocolat
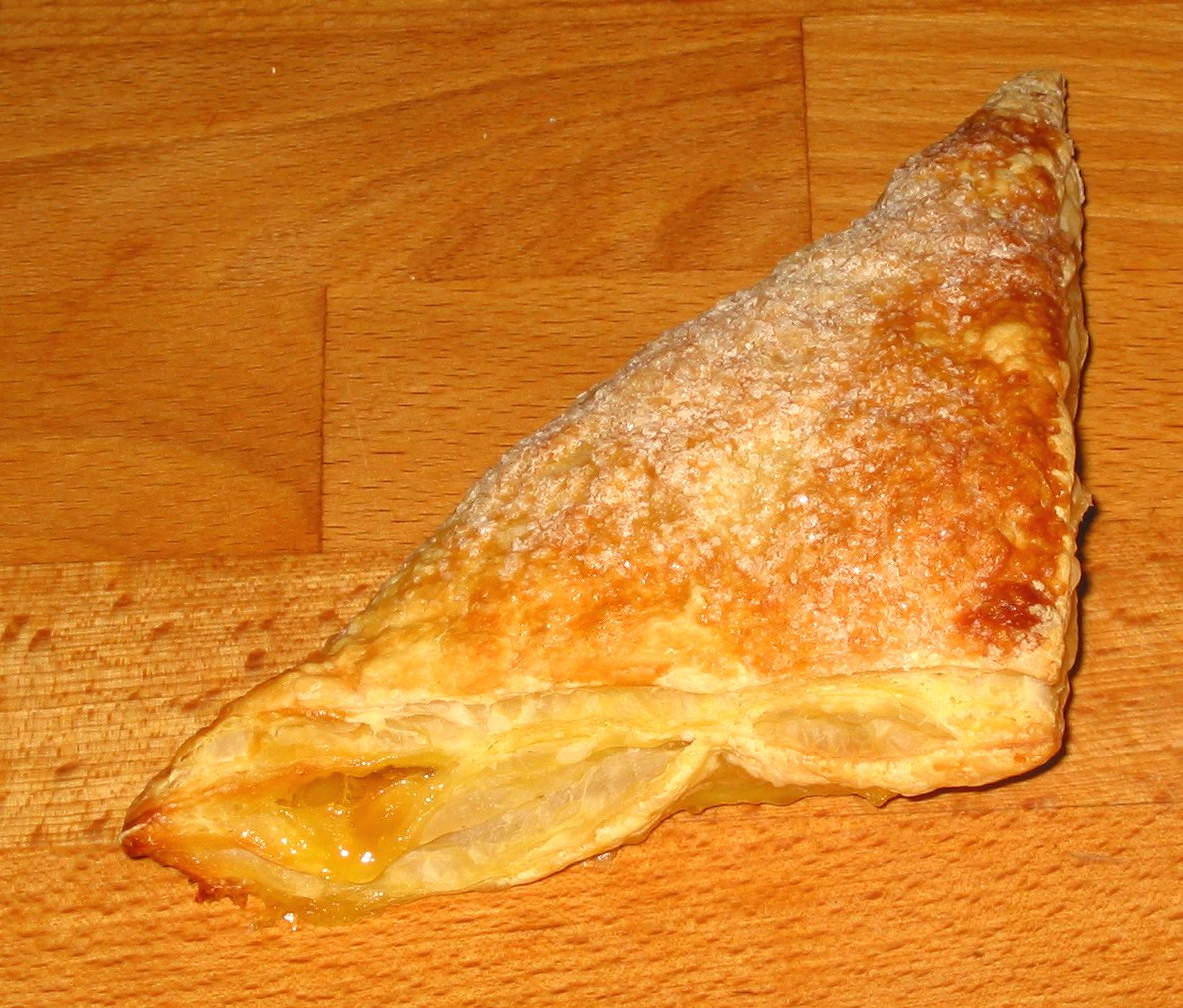
Chausson aux pommes (appelflap)
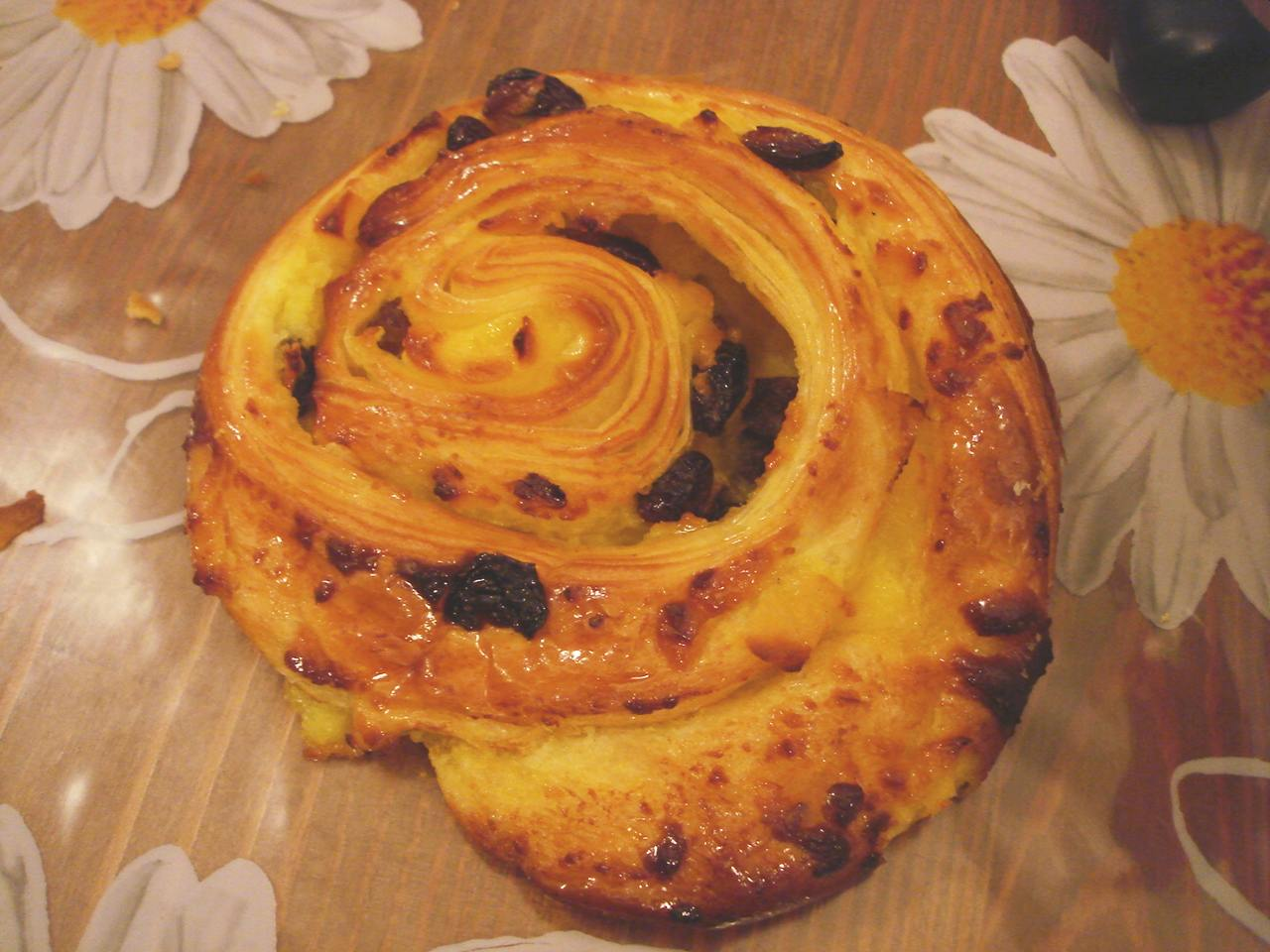
Pain aux raisins
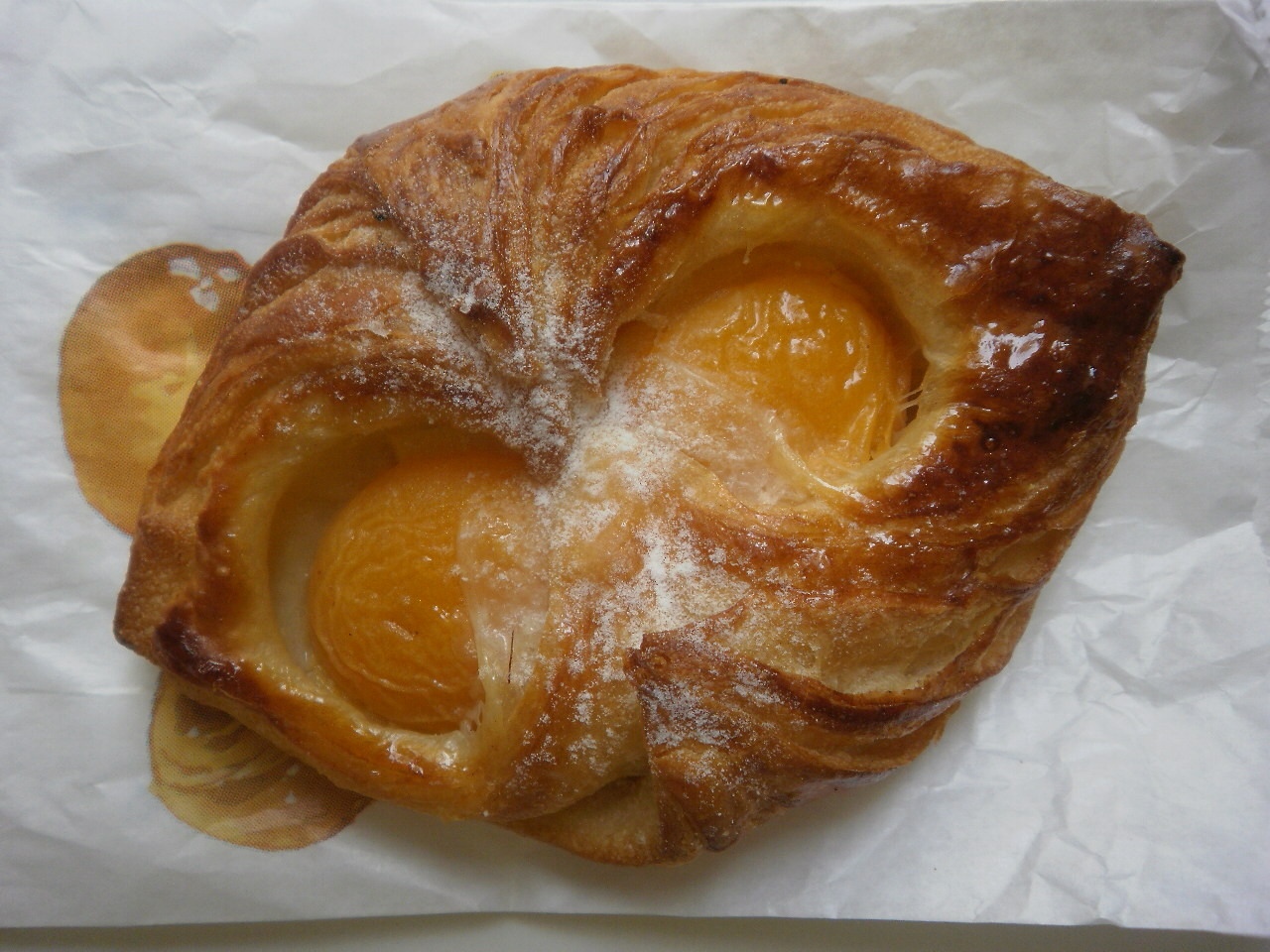
Oranais
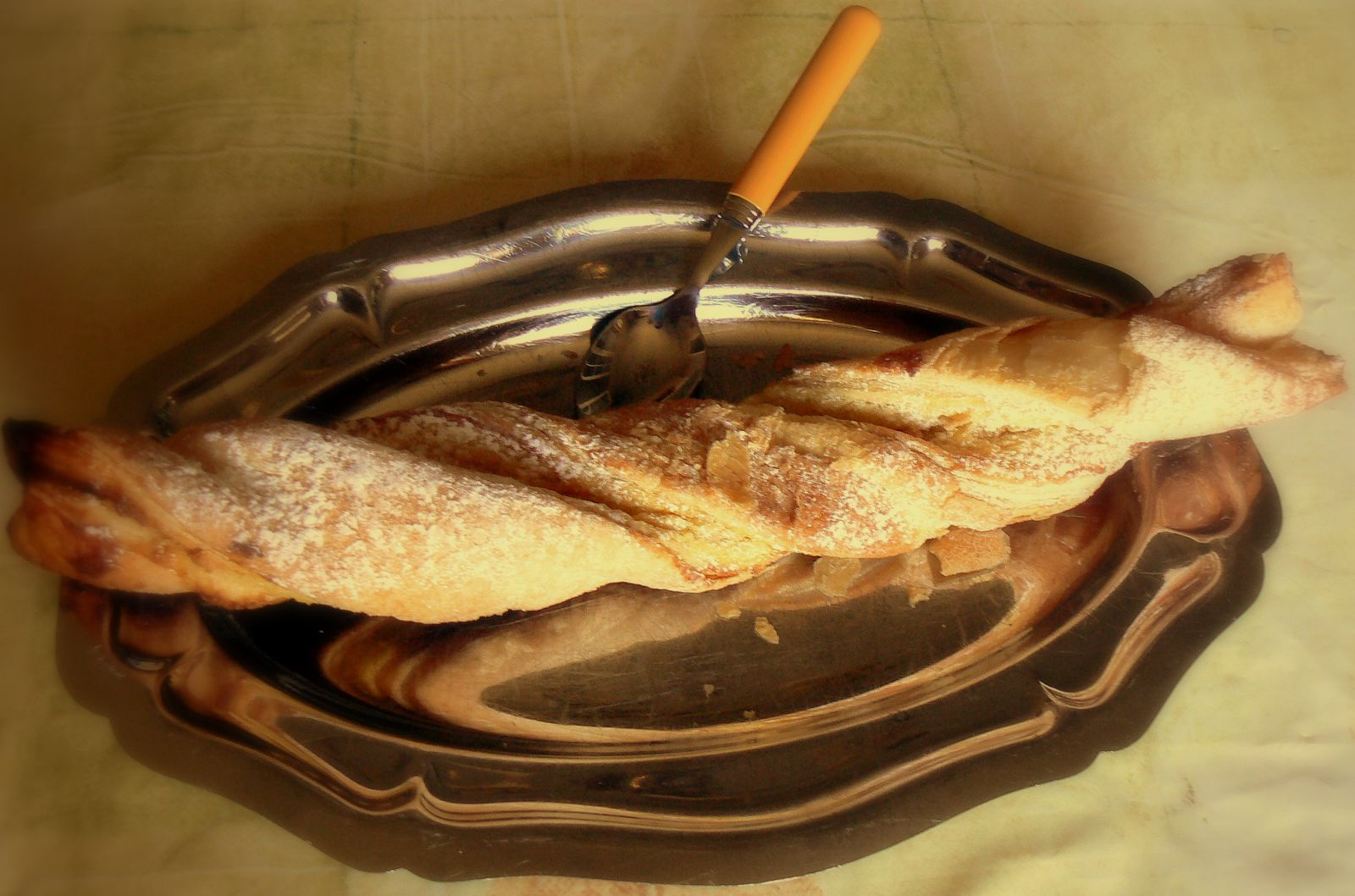
Sacristain